# North Yarmouth (Maine)
North Yarmouth es un pueblo ubicado en el condado de Cumberland en el estado estadounidense de Maine. En el Censo de 2010 tenía una población de 3.565 habitantes y una densidad poblacional de 64,27 personas por km².

## Geografía
North Yarmouth se encuentra ubicado en las coordenadas 43°51′4″N 70°14′3″O / 43.85111, -70.23417. Según la Oficina del Censo de los Estados Unidos, North Yarmouth tiene una superficie total de 55.47 km², de la cual 54.96 km² corresponden a tierra firme y (0.91%) 0.5 km² es agua.

## Demografía
Según el censo de 2010, había 3.565 personas residiendo en North Yarmouth. La densidad de población era de 64,27 hab./km². De los 3.565 habitantes, North Yarmouth estaba compuesto por el 97.36% blancos, el 0.22% eran afroamericanos, el 0.11% eran amerindios, el 0.95% eran asiáticos, el 0.03% eran isleños del Pacífico, el 0.25% eran de otras razas y el 1.07% pertenecían a dos o más razas. Del total de la población el 0.9% eran hispanos o latinos de cualquier raza.